# (957) Camelia
(957) Camelia es un asteroide perteneciente al cinturón de asteroides descubierto el 7 de septiembre de 1921 por Karl Wilhelm Reinmuth desde el observatorio de Heidelberg-Königstuhl, Alemania.
Está nombrado por la camelia, una planta de la familia de las teáceas.